# Đình thần Vĩnh Phước

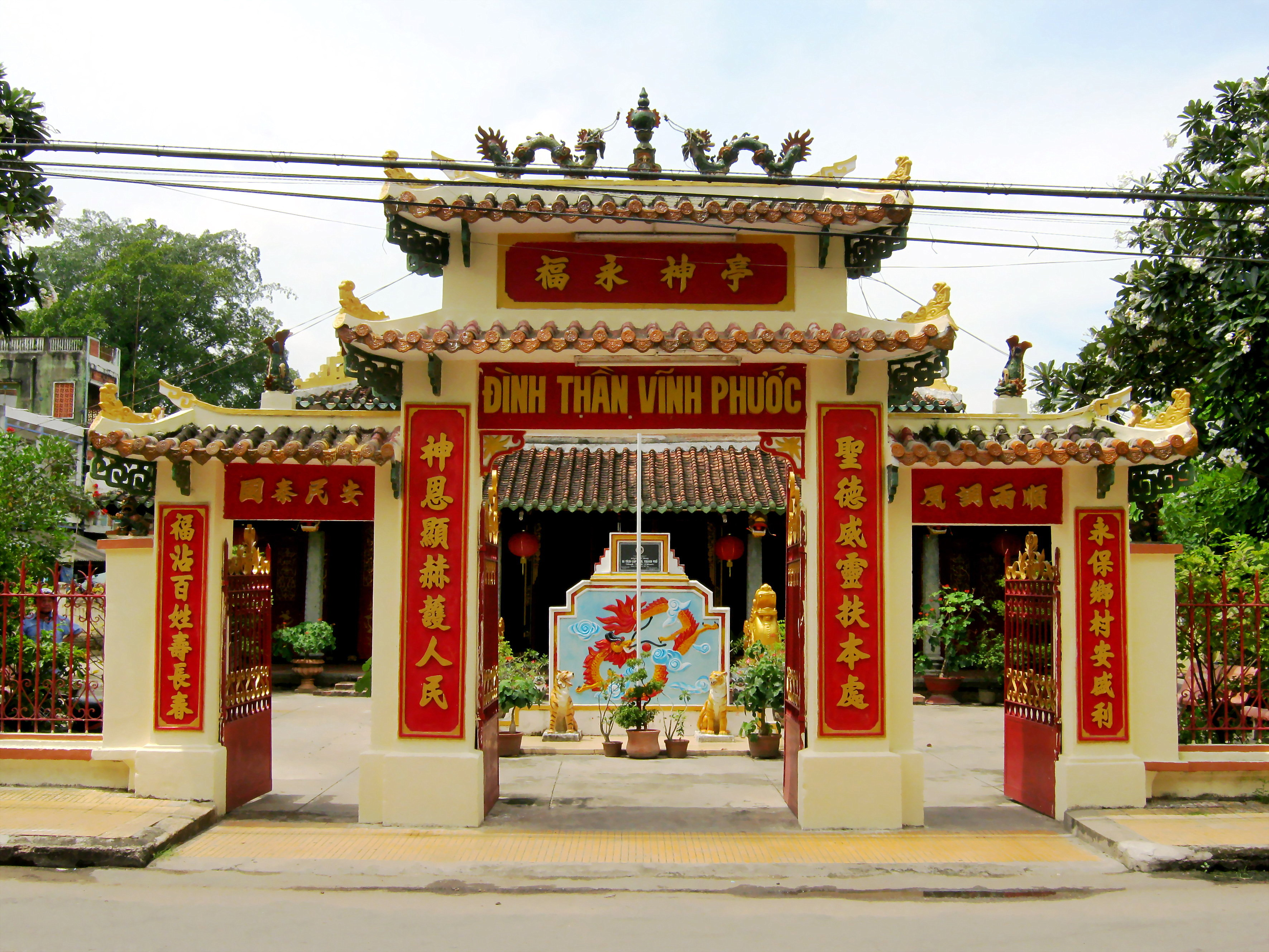
Đình thần Vĩnh Phước

Đình thần Vĩnh Phước là một ngôi đình cổ và là một di tích tại thành phố Sa Đéc, tỉnh Đồng Tháp, Việt Nam.

## Tên gọi

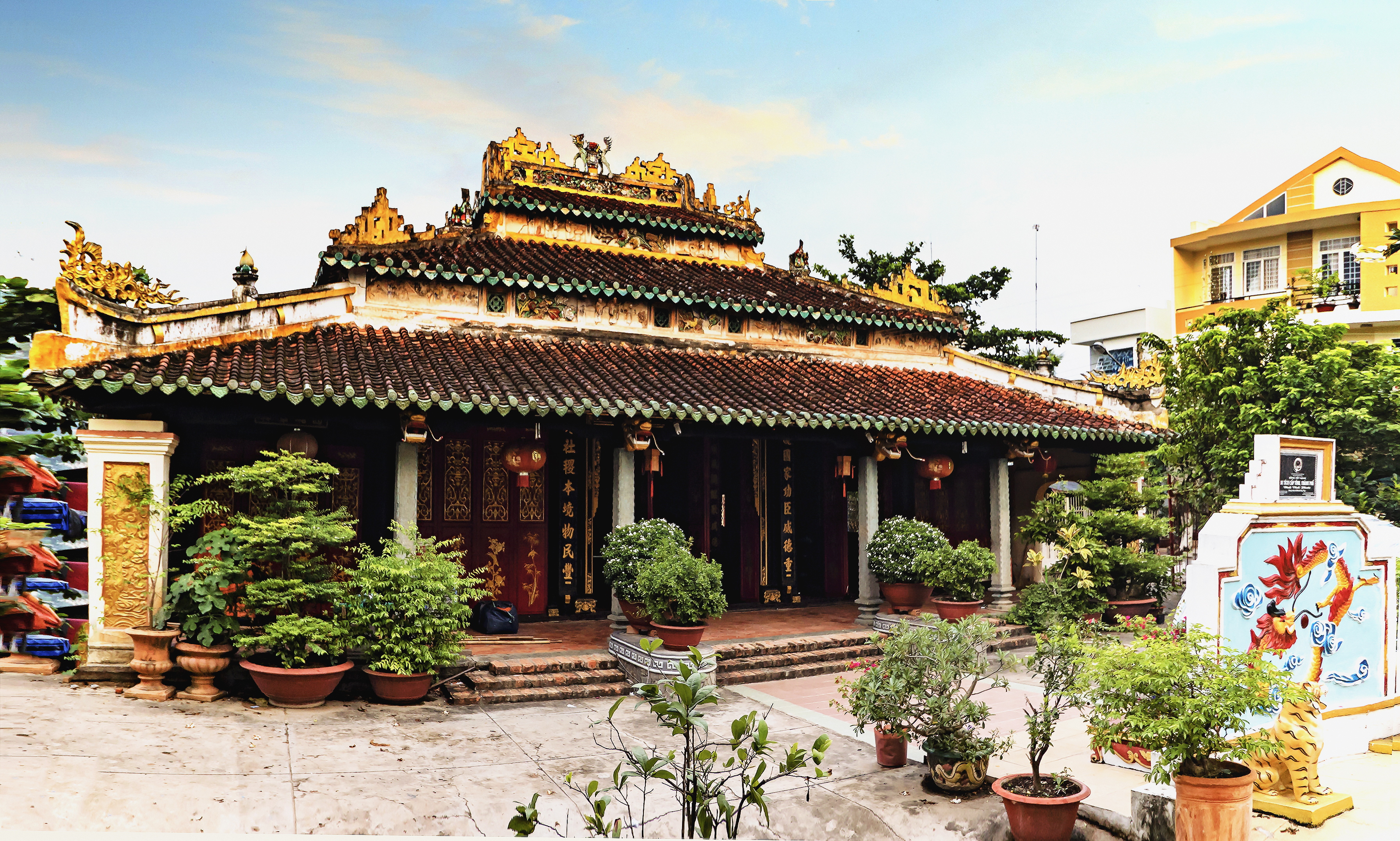
Đình Vĩnh Phước (toàn cảnh)

Đình thần Vĩnh Phước còn được gọi là Đình Gạo. Có ý kiến cho rằng, vì hồi đầu thế kỷ 20, đây là nơi nhận gạo do người dân quyên góp, và phát lại cho những ai đói khổ vì thiên tai. Lại có ý kiến cho rằng, vì những người bán gạo ở chợ Sa Đéc xưa, tan chợ thường gửi gạo ở đình, nên gọi dần thành tên.

## Lịch sử
Khi xưa, đình thần Vĩnh Phước toạ lạc trên một mảnh đất thuộc thôn Vĩnh Phước, huyện Vĩnh An, phủ Tân Thành, tỉnh An Giang. Ngày nay, đình nằm trên đường Trần Hưng Đạo, thuộc địa bàn phường 1, thành phố Sa Đéc, trong một khuôn viên rộng hơn 300 m², tiếp giáp với ba con đường trong nội ô thành phố.
Căn cứ vào sắc thần đề năm Tự Đức ngũ niên (1852), thì ngôi đình có thể đã có từ trước năm 1852. Ban đầu, đình được dựng đơn sơ. Sau, có một gia đình ở gần đó hỷ cúng thêm đất; nên năm 1904, đình được khởi công xây dựng lại khang trang và quy mô như ngày nay . Đến năm 1936, đình được dựng thêm nhà hậu. Sau sự kiện 30 tháng 4 năm 1975, đình bị mượn tạm làm cơ quan, đến tháng 12 năm 2001, thì trả lại cho nhân dân để tiếp tục thờ cúng....
Tuy trải qua nhiều năm tháng và nhiều biến cố, nhưng cơ bản ngôi đình vẫn giữ được nét kiến trúc lúc ban đầu (1904).

## Kiến trúc, thờ phụng

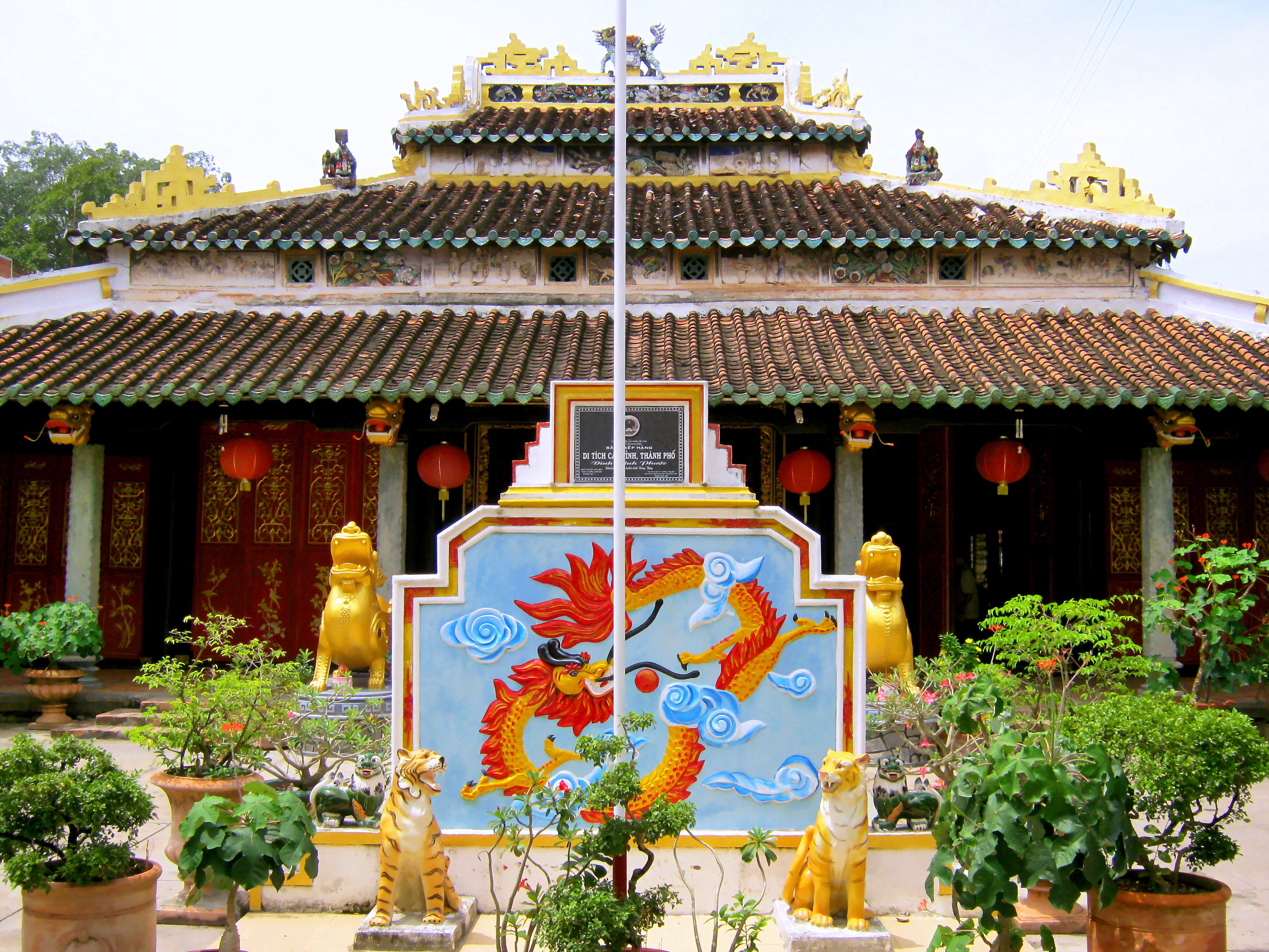
Tòa đình chính

Đình Vĩnh Phước được thiết kế tương tự như những ngôi đình cổ khác ở Nam Bộ. Từ ngoài vào trong có: 

### Cổng tam quan
Trên cổng chính, tên "Đình thần Vĩnh Phước" được đắp nổi bằng chữ Việt và chữ Hán. Trên 4 cột ở đây là đôi câu đối bằng chữ Hán, phiên âm ra như sau: Vĩnh bảo hương thôn an thạnh lợi, Phước chiêm bá tánh thọ hương xuân; Thánh đức oai linh phò bổn xứ, Thần ân hiển hách hộ nhân dân. Trên cổng phụ bên trái có 4 chữ Hán, phiên âm là: Quốc thái dân an; và trên cổng phụ bên phải có 4 chữ Hán, phiên âm là: Phong điều vũ thuận.

### Sân đình
Ở giữa sân là tấm bình phong đắp nổi hình rồng (mặt trước) và hình ngựa (mặt sau), liền đó là bàn thờ Thần Nông. Phía phải, miếu thờ Ngũ hành nương nương, phía trái thờ Chúa xứ sơn quân (Thần Hổ).

### Tòa đình chính
Mái tòa đình lợp ngói âm dương, kiểu "thượng lầu hạ hiên", trên mái có nhiều hình đắp nổi theo những điển tích xưa...Toàn bộ khung sườn của đình đều bằng gỗ, được kết cấu chịu lực. Bao lam, thành vọng, hoành phi, liễn đối trong đình đều được chạm khắc công phu, tinh tế và sơn son thếp vàng.
Để vào chánh điện, khách phải qua nhà võ ca. Đây là nơi xây chầu và hát tuồng vào mỗi dịp lễ Kỳ yên. Phía trước hàng ba của võ ca có 4 cột bằng đá đẽo có chạm khắc. Trên đầu mỗi cây kèo có chạm hình đầu rồng ngậm trái châu.

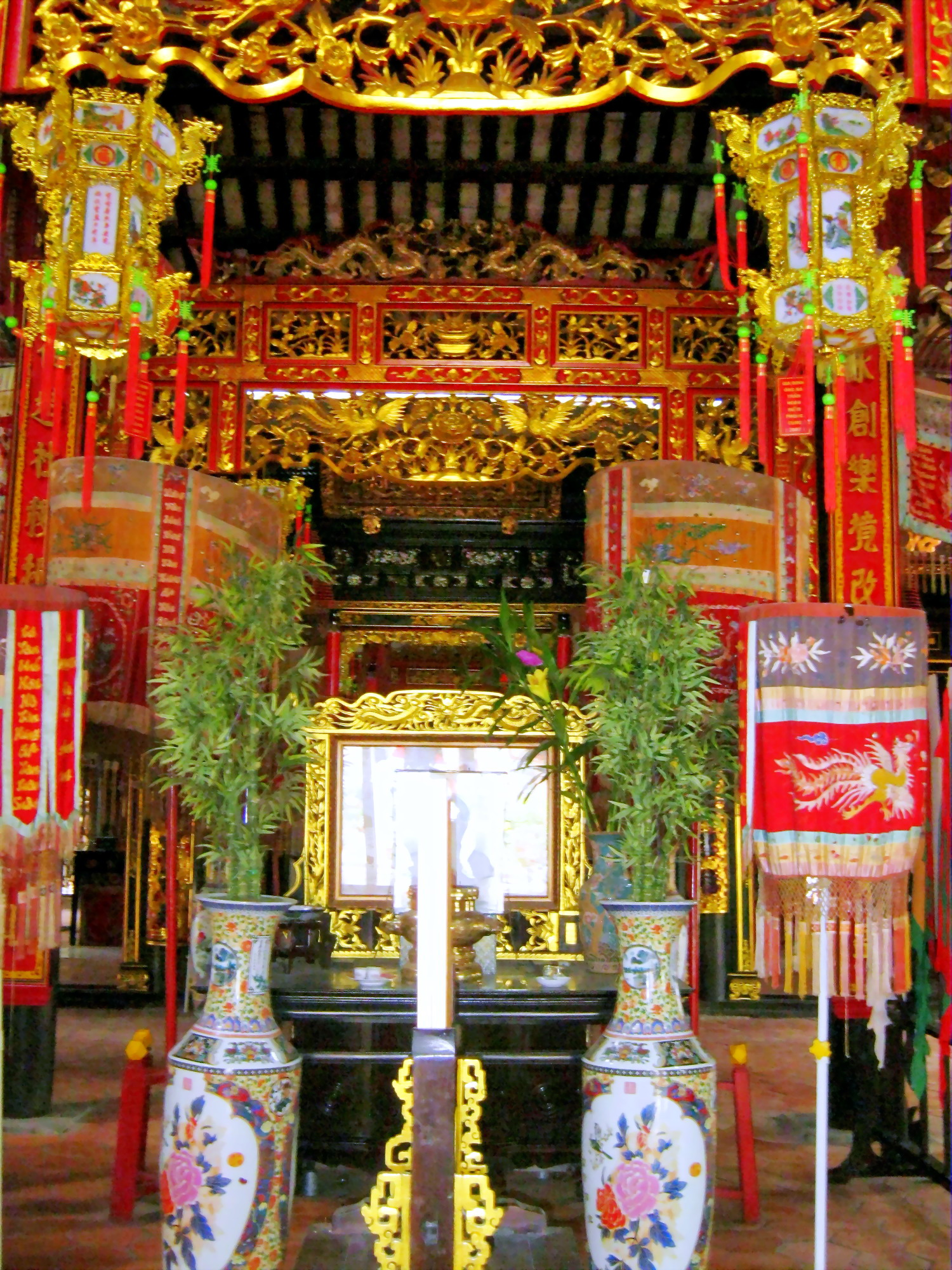
Gian giữa bên trong đình

Nối liền với nhà võ ca là chánh điện. Ở giữa điện là bàn thờ Thành hoàng Bổn cảnh, trên có đặt hai cái ngai để sắc thần; hai bên là bàn thờ Tả ban và Hữu ban; phía sau các bàn thờ đó là nơi thờ Tiền hiền và Hậu hiền. Ngoài ra, ở trong chánh điện còn có bàn thờ tướng Tống Phước Hòa (? - 1777). Theo tài liệu, vào năm 1946, vì miếu thờ của viên tướng này bị hư hoại, nên Ban tế tự miếu đã đem sắc thần của ông về thờ chung trong đình.
Phía sau nhà chánh điện là một cái sân nhỏ rồi đến nhà hậu, nối liền có hai tiểu sảnh ở hai bên. Nhà hậu được dùng làm nơi nấu nướng thức ăn mỗi khi cúng đình.
Hàng năm, đình có 2 lễ cúng chính, đó là lễ "Thượng điền" vào ngày 16, 17 tháng Giêng và lễ Kỳ yên vào ngày 17 tháng 7 âm lịch. 
Ngày 10 tháng 4 năm 2003, đình Vĩnh Phước đã được UBND tỉnh Đồng Tháp công nhận là di tích Lịch sử - Văn hóa cấp tỉnh.